# Якоб Баденский
Якоб Баденский (6 июня 1471, Гогенбаден — 27 апреля 1511, Кёльн, Куррейнский округ) — архиепископ-курфюрст Трира в 1503—1511 годах.

## Биография
Якоб Баденский был вторым по старшинству сыном маркграфа Бадена Кристофа I и его супруги Оттилии Катценельнбогенской.
Он изучал христианское богословие в Болонском университете и университете Сапиенца в Риме.
В 1490 году Якоб Баденский стал пробстом церкви Святого Павла в Трире; он стал клириком в следующем году. В 1497 году он стал членом капитула Майнцского собора, а в 1498 году — членом капитула Аугсбургского собора.
В 1500 году дядя Якоба, Иоганн II Баденский, архиепископ Трира, назначил Якоба своим коадъютором, тем самым сделав его своим преемником. Папа Александр VI одобрил это соглашение 11 сентября 1500 года. После смерти своего дяди 9 февраля 1503 года Якоб Баденский стал архиепископом Трира. Он был посвящён в сан епископа в январе 1504 года. Во время своего пребывания в должности он реорганизовал финансы архиепископства Трира, поддержал новый Трирский университет и служил председателем нескольких имперских посредничеств.
Он умер 27 апреля 1511 года в Кёльне. Он был похоронен в соборной церкви Святого Флориана в Кобленце. 25 июня 1808 года его останки были эксгумированы и перенесены в семейный склеп Баденского дома.